# European VLBI Network
European VLBI Network (též zkratka EVN; Evropská síť VLBI) je síť radioteleskopů umístěných především v Evropě, zčásti v Asii a po jedné anténě v Jižní Africe a Portoriku, která provádí pozorování kosmických rádiových zdrojů s velmi vysokým úhlovým rozlišením pomocí tzv. VLBI: Very-long-baseline interferometry (interferometrie s velmi dlouhou základnou).
European VLBI Network je nejcitlivější soustavou VLBI na světě a jedinou, která je schopna pozorování v reálném čase. Joint Institute for VLBI ERIC (JIVE) působí v rámci této sítě  jako ústřední organizace, která poskytuje jak vědeckou podporu uživatelům, tak i korelační zařízení. European VLBI Network uplatňuje politiku otevřené oblohy (open-sky policy), která umožňuje každému navrhnout vlastní pozorování s využitím této sítě. Tato multidisciplinární technika je používána nejen v astronomii, ale také v astrometrii nebo geodézii.

## Přehled radioteleskopů
Síť European VLBI Network zahrnuje 22 teleskopů (resp. 21 po destrukci radioteleskopu na observatoři Arecibo). Kromě toho se evropská síť často propojuje se sedmiprvkovým britským interferometrem MERLIN s ústředím na observatoři Jodrell Bank. Lze ji také propojit s US Very Long Baseline Array (VLBA), čímž vznikne globální VLBI, která dosahuje submiliarcsekundové rozlišení na frekvencích vyšších než 5 GHz.
| Název                                                        | Velikost radioteleskopu | Poloha                                                  | Provozovatel                                                                       |
| ------------------------------------------------------------ | ----------------------- | ------------------------------------------------------- | ---------------------------------------------------------------------------------- |
| radioteleskop Effelsberg                                     | 100 metrů               | Effelsberg, Německo                                     | Institut Maxe Plancka pro radioastronomii                                          |
| (geodetická) observatoř Wettzell                             | 20 metrů                | Bavorsko, Německo                                       | Bundesamt für Kartographie und Geodäsie (BKG) + Technická univerzita Mnichov (TUM) |
| Lovellův teleskop                                            | 76,2 metru              | Goostrey, hrabství Cheshire, Spojené království         | observatoř Jodrell Bank                                                            |
| Mark II                                                      | 38,1 × 25 metrů         | Goostrey, hrabství Cheshire, Spojené království         | observatoř Jodrell Bank                                                            |
| Cambridge MERLIN teleskop                                    | 32 metrů                | Mullard Radio Astronomy Observatory, Spojené království | observatoř Jodrell Bank                                                            |
| Deep Space Network, Madrid Deep Space Communications Complex | 70 metrů + 34 metrů     | Robledo de Chavela, provincie Madrid, Španělsko         | INTA (de España) / NASA / JPL                                                      |
| Španělská národní observatoř (OAN)                           | 40 metrů + 14 metrů     | Yebes, provincie Guadalajara, Španělsko                 | Instituto Geográfico Nacional                                                      |
| Sardinia Radio Telescope                                     | 64 metrů                | San Basilio, Sardinie, Itálie                           | Istituto Nazionale di Astrofisica                                                  |
| observatoř Medicina                                          | 32 metrů                | Medicina, Bologna, Itálie                               | Istituto Nazionale di Astrofisica                                                  |
| observatoř Noto                                              | 32 metrů                | Noto, Sicílie, Itálie                                   | Istituto Nazionale di Astrofisica                                                  |
| Westerbork Synthesis Radio Telescope                         | 14 ks, 25 metrů         | Westerbork, Nizozemsko                                  | ASTRON                                                                             |
| Onsala Space Observatory                                     | 25 metrů + 20 metrů     | Onsala, Švédsko                                         | Technologická univerzita Chalmers, Göteborg                                        |
| observatoř Ventspils                                         | 32 metrů + 16 metrů     | Ventspils, Lotyšsko                                     | Univerzita Ventspils                                                               |
| observatoř Univerzity Mikuláše Koperníka                     | 32 metrů                | Toruň, Polsko                                           | Univerzita Mikuláše Koperníka                                                      |
| observatoř Metsähovi                                         | 14 metrů                | Kirkkonummi, Finsko                                     | Aaltova univerzita                                                                 |
| observatoř Šanghaj                                           | 25 metrů                | Šanghaj, Čína                                           | observatoř Šanghaj                                                                 |
| observatoř Xinjiang                                          | 25 metrů                | Urumči, Čína                                            | observatoř Xinjiang                                                                |
| observatoř Hartebeesthoek                                    | 26 metrů                | Hartebeesthoek, Jihoafrická republika                   | National Research Foundation of South Africa                                       |
| radioteleskop Svetloje (RAO Svetloe)                         | 32 metrů                | Petrohradská oblast, Rusko                              | Institut aplikované astronomie, Petrohrad, Rusko                                   |
| radioteleskop Zelenčukskaja (RAO Zelenčukskaja)              | 32 metrů                | Zelenčukskaja, Karačajsko-Čerkesko, Rusko               | Institut aplikované astronomie, Petrohrad, Rusko                                   |
| radioteleskop Badary                                         | 32 metrů                | Badary, Burjatsko, Rusko                                | Institut aplikované astronomie, Petrohrad, Rusko                                   |
| observatoř Arecibo (do roku 2020)*                           | 305 metrů               | Arecibo, Portoriko                                      | SRI International / USRA / Universidad Metropolitana (UMET), Portoriko             |

Vysvětlivy k tabulce:

- Sloupec Velikost radioteleskopu: většina zapojených radioteleskopů má kruhovou parabolu, je uveden její průměr. Mark II má eliptickou parabolu, 38,1 ×25 metrů tedy znamená hlavní a vedlejší osu. Znaménko „plus“ znamená dva různé teleskopy ve stejné lokalitě (např. 70 metrů + 34 metrů). Westerbork Synthesis Radio Telescope: zápis znamená 14 stejných parabol, každá o průměru 25 metrů.
- Observatoř Arecibo: V roce 2017 byl radioteleskop poškozen hurikánem. Následně pak v srpnu 2020 nosná konstrukce plošiny způsobila zásadní poškození reflektoru. Již tehdy bylo rozhodnut o vyřazení z provozu, ale 1. prosince 2020 pak došlo k nekontrolovanému zřícení celé plošiny do plochy reflektoru a k naprosté destrukci přístroje.[5][6]

## e-VLBI (projekt EXPReS)
Od roku 2004 se European VLBI Network začala propojovat pomocí mezinárodních optických sítí, a to technikou známou jako e-VLBI. Projekt EXPReS byl navržen tak, aby propojil teleskopy gigabitovými linkami prostřednictvím jejich národních výzkumných sítí a panevropské výzkumné sítě GÉANT2 a uskutečnil první astronomické experimenty využívající tuto novou techniku. Vědci tak mohou využívat síť k provádění navazujících pozorování přechodných jevů, jako jsou rentgenové binární erupce, výbuchy supernov a záblesky záření gama.
Cílem projektu EXPReS je propojit až 16 nejcitlivějších radioteleskopů na světě na šesti kontinentech s centrálním datovým procesorem evropské sítě VLBI ve Společném institutu pro VLBI ERIC (JIVE). Konkrétní činnosti zahrnují modernizaci stávajících spojení s teleskopy, aktualizaci korelátoru, aby mohl zpracovávat současně a v reálném čase až 16 datových toků (každý o rychlostí 1 Gbit/s), a výzkum možností distribuovaných výpočtů, které by nahradily centralizovaný datový procesor.

## Historie a hlavní výsledky
European VLBI Network byla založena v roce 1980 konsorciem pěti významných evropských radioastronomických institucí: European Consortium for VLBI (Evropské konsorcium pro VLBI). Od té doby se tato síť a konsorcium rozrostlo na mnoho ústavů s četnými radioteleskopy v několika vropských zemích a také na přidružené ústavy s teleskopy v Rusku, na Ukrajině, v Číně a Jižní Africe. Zvažují se také návrhy na vybudování dalšího teleskopu ve Španělsku.
Pozorování s využitím této sítě významně přispěla k vědeckému výzkumu v mnoha oblastech, zejména rychlých rádiových záblesků (FRB: Fast Radio Bursts), gravitačních čoček a supermasivních černých děr.